# Leszek Kołakowski

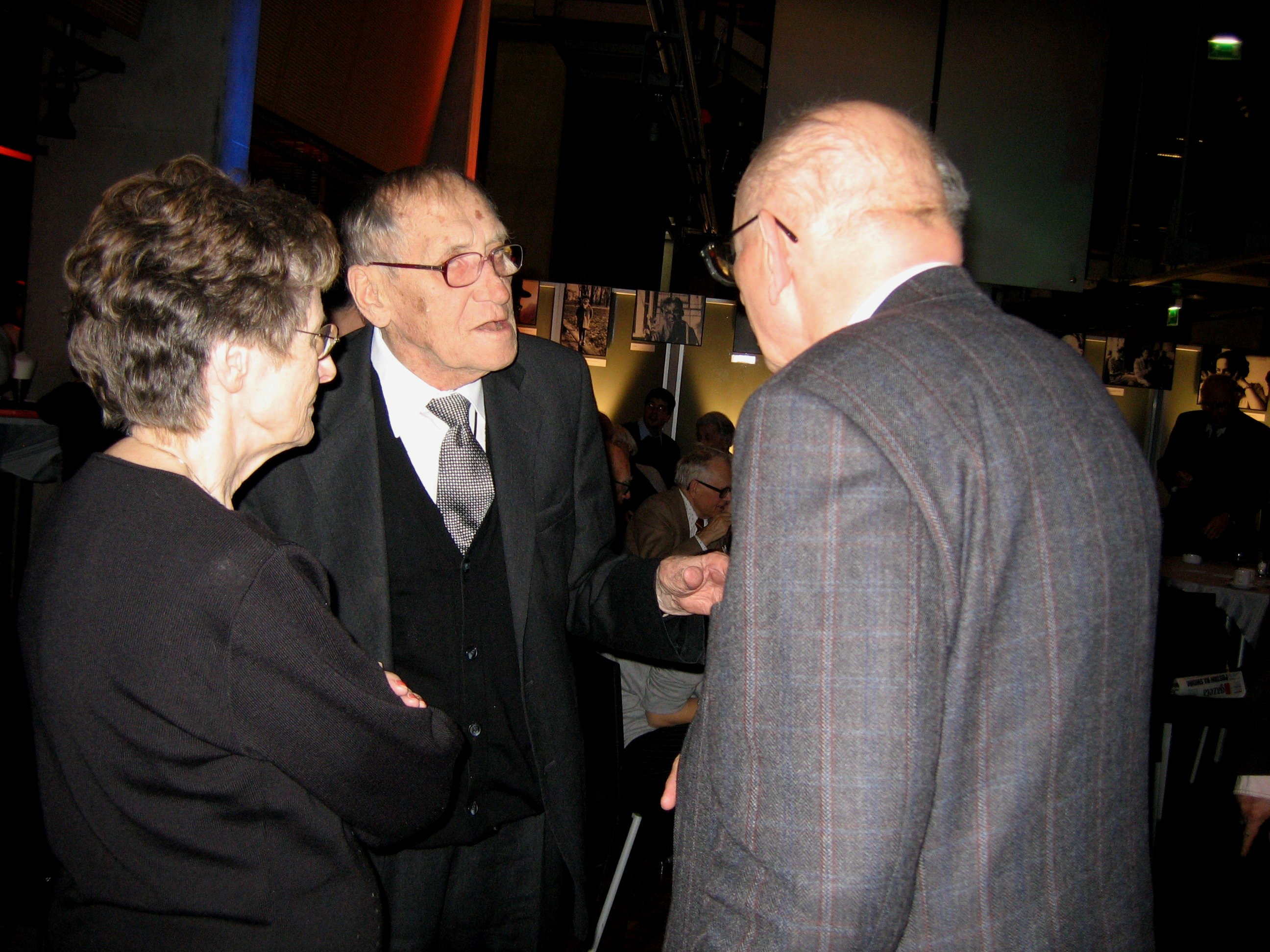
Leszek Kołakowski y Władysław Bartoszewski (derecha), Varsovia, 23 de octubre de 2007.

Leszek Kołakowski (pronunciación en polaco: /ˈlɛʂɛk kɔwaˈkɔfskʲi/, pronunciado /léshek kowakofski/) (Radom, 23 de octubre de 1927 - Oxford, 17 de julio de 2009) fue un filósofo e historiador de las ideas polaco, considerado por algunos el más importante del panorama contemporáneo.

## Biografía
Leszek Kołakowski fue conocido por haber evolucionado desde el marxismo hacia un compromiso intelectual contra los totalitarismos e implicarse en movimientos democráticos. Ya como docente universitario, realizó un análisis crítico del pensamiento marxista, especialmente en su reconocida obra histórica en tres volúmenes Las principales corrientes del marxismo.
Catedrático de Historia de la filosofía en Varsovia, fue forzado al exilio por el gobierno polaco en 1968, aunque sus obras siguieron circulando clandestinamente. Desde 1970 residió en Oxford y enseñó en las Universidades de Berkeley, Yale, Oxford y Chicago. Fue autor de más de treinta libros, que reflejan su especial interés en las teorías filosóficas y teológicas que subyacen en la civilización occidental. Entre sus temas recurrentes se encuentra la crítica al marxismo y a los regímenes comunistas, al mismo tiempo que hace un análisis de las corrientes cristianas disidentes.
Fue miembro de la Academia Europea de Ciencias y Artes.

## Obra
Entre sus obras traducidas al castellano destacan: 
- 1967 — El racionalismo como ideología y ética sin código.
- 1971 — La filosofía positivista.
- 1972 — La presencia del mito. Amorrortu Editores, Buenos Aires, 2006 (2.ª ed.), ISBN 978-950-518-369-2.
- 1973 — Vigencia y caducidad de las tradiciones cristianas. Amorrortu Editores, Buenos Aires, ISBN 978-950-518-317-3.
- 1977 — Conversaciones con el diablo (tít. or.: Gespräche mit dem Teufel), trad. Willy Kemp, Monte Ávila Editores.
- 1980 — Las principales corrientes del marxismo, tres volúmenes, Alianza Editorial, Madrid, ISBN 978-84-206-2976-6.
- 1988 — Horror metaphysicus.
- 1995 — Si Dios no existe: sobre Dios, el diablo, el pecado y otras preocupaciones de la llamada filosofía de la religión, Marta Sansigre Vidal (trad.), Editorial Tecnos, 2007 (5.ª ed.), Madrid, ISBN 978-84-309-4521-4.
- 2006 — La clave celeste: relatos edificantes de la historia sagrada recogidos para aleccionamiento y advertencia del lector. Conversaciones con el diablo, Editorial Melusina, Santa Cruz de Tenerife, ISBN 978-84-96614-01-7.
- 2007 — Por qué tengo razón en todo. Anna Rubio Rodón y Jerzy Slawomirski (trads.), Ed. Melusina, Santa Cruz de Tenerife, ISBN 978-84-96614-23-9.
- 2008 — Las preguntas de los grandes filósofos, Anna Rubió y Jerzy Slawomirski (trads.), Arcàdia Ed., Barcelona, ISBN 978-84-935345-6-1.
- 2008 — Trece cuentos del reino de Lailonia, Dariusz Kuzniak y Iván García Sala (trads.), KRK Ediciones, Oviedo, ISBN 978-84-8367-130-6.

## Premios
Recibió numerosos premios y reconocimientos a su trayectoria, entre ellos:
- Premio Jurzykowski (1969)
- Premio de la Paz del Comercio Librero Alemán (1977)
- Premio Erasmus (1983)
- Premio Jefferson (1986)
- Premio Pen Club de Polonia (1988)
- Premio Kluge de la Biblioteca del Congreso en Estados Unidos (2004)
- Premio Jerusalén (2007) por su aportación a «la lucha por la libertad del individuo en la sociedad».